# Malonato

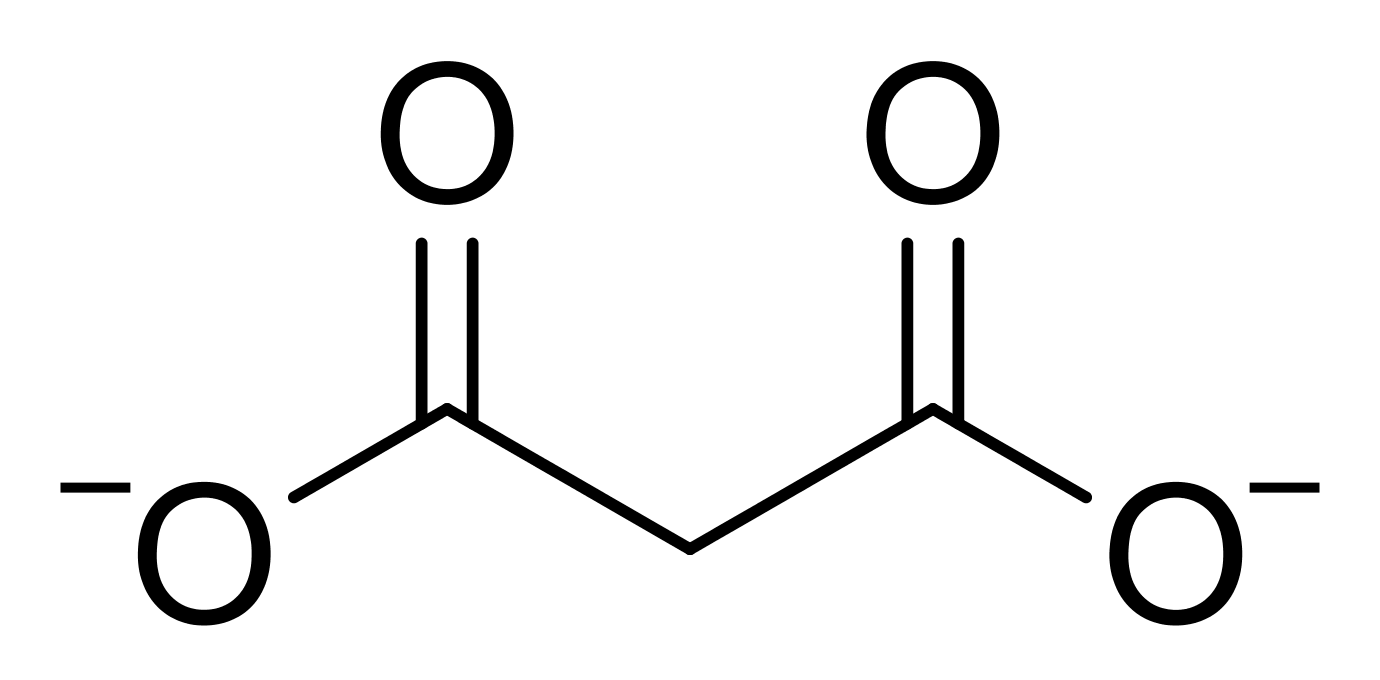
Estrutura química do ânion malonato.

O ânion malonato ou propanodiato é CH2(COO)22- (ácido malônico menos dois íons hidrogênio). Os compostos de malonato incluem sais e ésteres do ácido malônico, tais como:
- malonato de dietila, (C2H5)2(C3H2O4),
- malonato de dimetila, (CH3)2(C3H2O4),
- malonato de dissódio, Na2(C3H2O4).

O malonato é um inibidor da respiração celular, porque se une ao sítio ativo da succinato desidrogenase no ciclo do ácido cítrico, mas não reage, competindo com o succinato.
Na reação de fosforilação oxidativa, o malonato é um inibidor do complexo II que, novamente, contém succinato desidrogenase.